# Espondeilhan
Espondeilhan település Franciaországban, Hérault megyében. Lakosainak száma 1176 fő (2022. január 1.). Espondeilhan Bassan, Coulobres, Lieuran-lès-Béziers, Puissalicon és Servian községekkel határos.

## Népesség
A település népességének változása:
| Lakosok száma | 354  | 356  | 517  | 861  | 1012 | 1042 | 1033 | 1109 | 1147 | 1176 |
|               | 1968 | 1982 | 1990 | 2006 | 2013 | 2015 | 2017 | 2019 | 2020 | 2022 |